# Sigmatostalix pichinchensis
Sigmatostalix pichinchensis là một loài thực vật có hoa trong họ Lan. Loài này được Dodson miêu tả khoa học đầu tiên năm 1998.